# 中華民國總統府國策顧問
中華民國總統府國策顧問，簡稱國策顧問，根據《中華民國總統府組織法》由總統遴選及聘任，過去分為「有給職」及「無給職」兩種，2008年總統馬英九上任後不再聘任「有給職」，並於2010年9月1日修正《中華民國總統府組織法》第十五條，取消「有給職」國策顧問職務，所有國策顧問均為無給榮譽職。此職務就不同範疇之公共政策向總統提供意見，任職人員多來自不同專業領域或群體，為國建言。

## 法源
- 《中華民國總統府組織法》第十五條：「總統府置資政、國策顧問，由總統遴聘之。均為無給職，聘期不得逾越總統任期，對於國家大計，得向總統提供意見，並備諮詢。前項資政，不得逾三十人；國策顧問不得逾九十人。」

## 蔣中正總統時期
- 沈鴻烈，1950年-1969年3月12日，中華民國海軍二級上將，後任職中華民國銓敘部部長。
- 劉峙，中華民國陸軍二級上將，曾任黃埔軍校教官、第一戰區第二集團軍司令、第五戰區司令與徐州剿匪總司令部總司令。
- 李品仙，中華民國陸軍二級上將，前國民革命軍第十一集團軍總司令、國民革命軍第二十一集團軍總司令、抗日戰爭第五戰區副司令長官、抗日戰爭第十戰區司令長官、徐州綏靖公署副主任、華中軍政長官公署副長官與桂林綏靖公署主任。
- 羅列，中華民國陸軍二級上將，前陸軍總司令，退伍備役後，總統府改聘為國策顧問。在1972年轉任中國磷業公司董事長，1973年轉任臺灣機械公司董事長。
- 郭寄嶠，1957年-1963年12月14日、1972年5月29日-1996年5月19日，中華民國陸軍二級上將，前東南軍政長官公署副長官、國防部參謀次長、國防部長、行政院政務委員、國策顧問與世界郭氏宗親總會的創會理事長。
- 羅卓英，中華民國陸軍二級上將，前廣東省政府主席、廣東選舉事務所主任委員、國民大會代表、立法院立法委員、東北行轅副主任與東南行政長官公署副長官。
- 于豪章，中華民國陸軍二級上將，前陸軍總司令與前總統府戰略顧問。
- 盛世才，中華民國陸軍二級上將，前國防部參謀、行政院設計委員、農林部部長、新疆省政府主席與新疆邊防督辦。
- 向前，中華民國陸軍少將，軍情局情報人員與新義安創辦人，後轉任軍情局、國安局與僑委會顧問，1975年在台逝世。

## 嚴家淦總統時期
- 郭寄嶠（1972年5月29日-1996年5月19日）
- 于豪章（前陸軍總司令與前總統府戰略顧問）
- 鄧傳楷[1]

## 蔣經國總統時期
- 郭寄嶠（1972年5月29日-1996年5月19日）
- 陳守山
- 沈之岳（1979年－1994年2月24日）

## 李登輝總統時期
- 有給職：
  - 羅友倫（1984年12月-1994年8月25日）
  - 沈之岳（1979年－1994年2月24日）
  - 楊家麟（1990年11月-1994年10月）
  - 倪摶九（1990年-2000年）
- 無給職：
  - 郭寄嶠（1972年5月29日-1996年5月19日）
  - 蔣仲苓
  - 毛高文（1993年3月1日-1996年5月19日）
  - 許歷農（1993年3月1日-1996年5月19日）
  - 呂秀蓮（1996年5月20日－1997年12月25日）
  - 辜濂松（1996年-？）
  - 許文龍（1996年5月20日-2000年5月20日）

## 陳水扁總統時期
- 有給職：二十七人（當時組織法規定不得逾三十人）
  - 李喬、黃天麟、黃天福、黃文雄、黃華、黃越綏、李俊俋、林弘宣、胡鎮球、李永熾、陳郁秀、楊青矗、劉初枝、金恆煒、倪摶九、阮銘、張貴木、葉石濤、葉國興、涂醒哲、許登宮、曾茂興、孫國雄、陳錫淇、錢林慧君、尤哈尼‧伊斯卡卡夫特

- 無給職：五十二人（當時組織法規定不得逾六十人）
  - 蕭新煌、高志明、何春木、黃崑虎、金美齡、張文英、陳義炎、蔡長海、方仁惠、李阿青、許博允、吳運東、李秋遠、李成家、莊柏林、詹啟賢、邱茂男、杜文正、吳樹民、柴松林、白省三、陳財、林明德、陳博志、戴勝通、楊思勤、許松根、陳哲芳、黃茂雄、陳希煌、陳添枝、蕭鴻川、許勝雄、王玉發、馬水龍、朱敬一、蔡清彥、王郡、魏哲和、王茂雄、林昭庚、樊仁裕、朱銘、林明成、陳永興、廖敏雄、紀政、張子源、周清玉、王又曾、辜濂松、林坤鐘、李成家、蔡仲伯

### 2000年
- 有給職：
  - 林懷民、高俊明、李喬、倪摶九、郭衣洞、陳隆志、黃天麟、曾永賢、翁松燃、葛敦華、黃天福、尤清、黃昭堂、黃昭淵、鄭欽仁、孫治平、陳少廷、陳文彥、梁榮茂、楊四海、周平德、黃文雄、黃華、黃蔴、林福順、李在方、洪冬桂、楊金海、謝聰敏[2]。

- 無給職：
  - 殷琪、蕭新煌、林鐘雄、張忠謀、施振榮、張俊彥、陳其南、鄭國順、邱坤良、高志明、陳金讓、林宗義、吳樹民、辜寬敏、范光群、辜濓松、黃正雄、朱敬一、黃宗樂、漢寶德、吳靜吉、何春木、黃崑虎、張文英、劉泰英、吳榮義、麥朝成、陳義炎、陳涵、曹興誠、王昇、陳守山、楊貴運、許常惠、蔡仲伯、許文彬、莊逸洲、方仁惠、張啟仲、李阿青、陳川、吳運東、莊亨岱、林誠一、高英茂、陳朝傳、蔡仁泰、蘇洪月嬌、李秋遠、楊基銓、黃國俊、王又曾、林坤鐘、李成家、金美齡、莊柏林、柯台山、詹啟賢、邱茂男、杜文正[2]。

## 馬英九總統時期
- 2008年聘任：李錫奇、黃俊雄、廖德政、黃光國、蔡政文、江彥霆、王玲惠、李福登、林木連、孔垂長、鄭錦洲、孫鉞（孫越）、蔡雪泥、許文彬、林義守、許勝雄、蔡定邦、顏文熙、黃和平、陳錫蕃、吳東明、華加志、楊世緘、詹火生、蕭天讚、王慶豐、林源朗、李詩益、林健治、洪玉欽、陳義秋、陳瓊讚、蔡鈴蘭
- 2011年聘任：白雪嬅（白冰冰）、廖瓊枝、吳妍華、楊朝祥、蔡長海、王仁宏、伊慶春、吳挽瀾、李震淮、何壽川、吳俊億、宋文琪、陳榮東、葉金鳳、林敏霖、譚量吉、李總集、陳璽安、林水吉、林仁德
- 2012年聘任：朱宗慶、江義雄、吳清基、黃肇松、林義傑、明光法師（陳志明）、蔡圖晉、黃正勝、劉盛良
- 2014年聘任：高華柱、蔡得勝
- 2015年聘任：嚴明、林鴻道、雷祖綱、施郭鳳珠、李翔宙

- 未確認何時聘任：范良銹、陳兩傳、呂天降、顏世錫、陳釘雲、連瑞猛、薛承泰、施顏祥、尹啟銘、吳英毅、黃仲生、高孔廉

- 因故離任、不續聘：
  - 2008年聘：林火旺、范振宗、孫翠鳳、郝明義、許博允、陳癸淼、溫興春、紀政、賴復寰、林谷芳、羅瑩雪、張平沼、陳武雄、陳鎮湘、黃大洲、蔡清彥、陳庚金、傅學鵬、姜欽城、洪俊德、陳政寬
  - 2011年聘：黃碧端、涂金助、馮燕、賴平雄、林仙保、陳恒盛、陳振清
  - 2012年聘：黃明和、蔡辰威、鄭永金
  - 轉聘資政：申學庸、郭為藩、陳烱松、涂德錡、陳庚金、趙守博

## 蔡英文總統時期
劉昭惠、王金英、王茂雄、白正憲、朱武獻、何美玥、何黎星、吳靜吉、呂子昌、呂新民、李伸一、李金龍、李茂盛、沈國榮、林明畑、邱俊邦、施信民、施朝賢、紀政、紀國鐘、胡清嫻、徐重仁、秦嘉鴻、翁金珠、康義勝、張金華、張秋海、張純淑、張富美、陳茂仁、陳重信、陳時中、陳進財、曾貴海、曾勳任、湯文萬、黃春明、黃晃秀、黃崑虎、廖全平、鄭慶祥、盧博基、蕭渥廷、賴春生、賴悅顏、謝清志、顏志發、羅榮光、嚴雋泰、顧忠華、馮世寬、童永、潘文忠、陳光復、王禮、方昇茂、陳其南、魏明谷、黃金舜、黃俊森、楊信、黃奕睿、游萬豐、林子儀、陳旺來、程文俊、詹勳政、廖武治、蔡天啟、謝世英、陳義丕、陳振文、許肇祥、邱進福、柯富揚、范振修、翁源水、高靖秋、張光瑤、張田黨、李沛霖

## 賴清德總統時期
王政松、王康秀絹、王欽鈴、白正憲、田詒鴻、江錫仁、余天、余文儀、何美玥、何黎星、吳靜吉、呂子昌、李伸一、李沛霖、李金龍、林光義、林見松、林金超、林建滄、林桂添、林凱民、林逸民、林榮松、邱進福、施信民、柯孫達、柯富揚、洪團樟、紀政、范振修、翁源水、康義勝、康銀壽、張田黨、張金華、張旻斌、張秋海、張輝雄、莊和子、莊振輝、莊維周、許肇祥、陳天隆、陳永昌、陳志鴻、陳旺來、陳振文、陳國欽、陳朝龍、程文俊、黃行德、黃金舜、黃俊森、黃奕睿、黃員教、黃越綏、黃銘得、楊信、葉政彥、趙中正、廖全平、廖武治、廖美南、樊豐忠、鄭慶祥、盧博基、賴永川、賴春生、賴博司、賴維信、謝美香、簡文仁、嚴雋泰、顧忠華

## 外部連結
- 中華民國總統府網站－國策顧問（页面存档备份，存于）